# هاکان کورتاش
هاکان کورتاش (انگلیسی: Hakan Kurtaş؛ زادهٔ ۷ سپتامبر ۱۹۸۸) بازیگر، موسیقی‌دان، آهنگساز اهل ترکیه است. وی از سال ۲۰۱۰ میلادی تاکنون مشغول فعالیت بوده‌است.